# Archettes
 Archettes  es una población y comuna francesa, en la región de Lorena, departamento de Vosgos, en el distrito de Épinal y cantón de Épinal-Est.

## Demografía
| 883 | 949 | 1015 | 1072 | 1038 | 1026 |
| Para los censos de 1962 a 1999 la población legal corresponde a la población sin duplicidades (Fuente: INSEE [Consultar]) |     |      |      |      |      |